# Бермухамбетова, Айнур Болатовна
Айнур Болатовна Бермухамбетова (02.03.1974) — казахская актриса театра, кино и дубляжа, Заслуженный деятель Казахстана (2016).

## Биография
Родилось 2 марта 1974 года в Амангельдинском районе Костанайской области.
В 1989-1993 годах, после 8-го класса, учился на дирижера хора в Музыкальной училище в Аркалыке. С 1994 по 1998 год окончила актерский факультет Казахской национальной академии искусств им. Т. Жургенова (бывший Алматинский государственный институт театра и кино) по классу Народного артиста Казахстана, профессора Каукена Кенжетаева и профессора Есима Сегизбаева по специальности актер музыкально-драматического театра.
С 1998 г. по настоящее время - актриса Государственного академического казахского музыкально-драматического театра им. К. Куанышбаева.
С 2004 года работает преподавателем на кафедре актерского мастерства и режиссуры Казахского национального университета искусств.

## Основные роли на сцене
1. Г. Мусирепов «Қыз Жібек» - Жібек
2. Г. Мусирепов «Ақан сері – Ақтоқты» - Мәрзия
3. Г. Мусирепов «Қозы Көрпеш – Баян Сұлу» - Мақпал
4. М. Ауезов «Қара қыпшақ Қобыланды» - Қарлығаш
5. М. Ауезов «Қарагөз» - Ақбала
6. М. Ауезов «Абай» - Әйгерім
7. М. Ауезов «Айман – Шолпан» - Теңге
8. Б. Узаков «Үміт» - Шолпан
9. Э. Флоримон «Түлкі Бикеш» - Дениза
10. М. Файзи «Башмағым» - Сәруар
11. Мольер «Скапеннің айласы» - Зербинетта
12. К. Байсейитов, К.Шангытбаев «Беу қыздар-ай» - Айсұлу
13. М. Хасенов «Пай-пай, жас жұбайлар-ай» - Зауре, Бану
14. В. Дельмар «Баянсыз бақ» - Рода
15. Ч. Айтматов «Ана–Жер Ана» - Әлиман
16. Ч. Айтматов «Ғасырдан да ұзақ күн» - Зарипа
17. А. Нурпейисов «Қан мен тер» - Ақбала
18. Р. Баяджиев «Аршын мал алан» - Гүльчахра
19. Э. Хушвактов «Қызыл алма» - Саида-Бану
20. А. Цагарели «Гамарджоба» - Ханума
21. И. Штраус «Жұбайлар жұмбағы» - Розалинда
22. М. Фриш «Дон-Жуанның думаны» - Донна Эльвира
23. Е. Жуасбек «Антивирус» - Гульчетай
24. Ж. М.Шевре «Ізгілік формуласы» - Жанн
25. Ж. Ануй «Жалын жұтқан Жанна д’Арк» - Жанна

## Профессиональные достижения
• В 1998 году заняла 3-е место в Республиканском конкурсе мастеров художественного чтения имени О. Бокея
• В 1999 году стала лауреатом Республиканского фестиваля «Шабыт» в номинации «Эстрадный вокал»
• В 2001 году заняла 2 место в номинации «Эстрадный вокал» Республиканского фестиваля «Шабыт»
• В 2014 году драма Ж. Ануи «Жанна д'Арк» завоевала Гран-при на V Международном театральном фестивале Центральной Азии с участием актрисы. Также актриса А. Бермухамбетова победила в номинации «Лучший женский образ»
• В 2015 году удостоена звания «Лучшая актриса» Государственного академического казахского музыкально-драматического театра имени К. Куанышбаева
• В 2016 году стала лауреатом премии «Лучшая женская роль» профессиональной премии «Еңілікгүл - 2016»

## Семья
• Муж - Утеуил, Нуркен Ашимханович — актер, Заслуженный деятель Казахстана
• Сыновья - Бейбарыс (р. 2001 г.), Акарыс (р. 2006 г.)

## Награды и звания
1. Доцент
2. Заслуженный деятель Казахстана (2016)